# Storfors AIK/Piteå IF
Storfors AIK/Piteå IF var en sammanslagning av herrseniorlagen från Piteå IF och Storfors AIK, säsongerna 1980–1983. Laget vann division IV Norrbotten södra 1980. 1981-1983 spelade laget i division III (den då tredje högsta serien). Efter degraderingen från division III 1983 upplöstes sammanslagningen; Piteå övertog då division IV-platsen medan Storfors hamnade i division VI.

### Fotnoter
1. ↑  https://www.svenskafotbollsklubbar.se/showclub.php?clubid=2959
2. ↑  https://sites.google.com/view/clasglenningfootball/hem/sweden-historical-tables/1983